# 東高根森林公園
神奈川県立東高根森林公園（かながわけんりつひがしたかねしんりんこうえん）は、神奈川県川崎市宮前区神木本町にある森林公園で、川崎市内唯一の県立公園である。
1973年（昭和48年）度より整備が始まり、1978年（昭和53年）4月25日に開園した。開園当時の面積は 10.6ha。

## 経緯
神奈川県川崎市の北部、かつては豊かな森林が広がっていた多摩丘陵の東端近くに位置する。また、多摩川とその支流である平瀬川に囲まれた場所で、古くから森林の中に人々が生活する里山的環境が形成されていた。それを今に伝えるように、周辺では今でも新興住宅地や団地等の中に混じって昔ながらの民家が点在する。
しかし、昭和以降の東京圏への人口集中の影響を受け、当公園の立地する多摩丘陵東部にも急速に開発の手が入り、たとえば東名高速道路が造られる際には当公園北部の山を切り通し、または宅地造成なども相次ぎ、その風景は大きく変貌した。
そのような開発の過程で、当公園北部（現在の古代芝生広場付近）にて、弥生・古墳時代（推定3〜6世紀頃）の遺跡として、約60軒分の竪穴建物跡や、ドングリなどの食糧貯蔵穴跡、貝塚などが発見された。また遺跡周囲にはシラカシ林（推定樹齢150〜200年）が自然林に近い形で残っており、これが学術的にも非常に価値の高い植物群落であると判明した。
それを受けて神奈川県では、これら遺跡とシラカシ自然林を文化財として保護するため、1971年（昭和46年）12月21日に、史跡および天然記念物に指定。当時の人々が耕作を営んでいたと推測される周囲の谷（現在の湿生植物園）や、里山的環境の様相を色濃く残す雑木林などを含め一体として保全するため、当地は都市公園として整備されることになった。
かつて、豊かな自然と多様な生態系を誇っていた多摩丘陵は、近年の急速な開発で様相が激変しているが、ここ東高根森林公園と緑ヶ丘霊園、向ヶ丘遊園跡、生田緑地は概ね東西方向に尾根続きになっており、この一帯で往時の貴重な自然環境を今に伝えるとともに、近隣住民に憩いの場を提供している。

## 管理者と催事

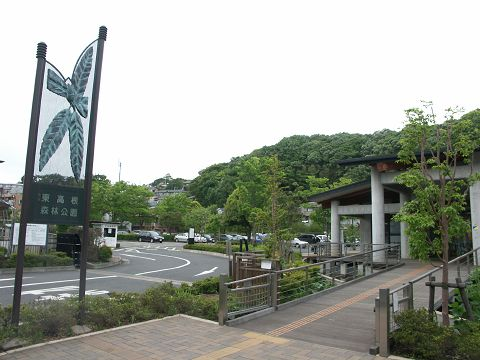
東高根森林公園正面入口・ビジターセンター（2006年5月10日撮影）

都市計画道路野川柿生線に面する公園正面入口にビジターセンターが設けられており、当公園内で見られる植物や野鳥を写真や絵で紹介したり、年間を通して開かれている様々な催事の受付業務なども行っている。
従来は神奈川県公園協会が維持管理を担当していたが、2006年4月より神奈川県の指定管理者制度導入に伴い、当公園は横浜緑地・西武造園グループが指定管理団体となった。2022年度より指定管理団体が株式会社石勝エクステリアに変更。
指定管理団体では、園内の整備管理やビジターセンターの運営とともに、自然観察会や田植え、稲刈り、収穫感謝祭、自然物を使った工作体験教室といった各種の体験会や、自然観察スタンプ巡りなど各種行事も実施する。

## 自然
春の梅・桜と新緑、春から夏にかけての様々な草花、秋には紅葉と実り、また冬になると近隣ではあまり見られなくなった野鳥も多く見ることができる。
特に、春のサクラと新緑、梅雨のアジサイ、秋の紅葉、冬のサザンカは、来園者の目に彩りと季節感を与えている。

### 植生
- シラカシ林

都市開発が進んだ今日では、シラカシの自然林は「鎮守の森」や急傾斜地などに僅かに残されている程度であるが、当公園のような形で残っているのは大変珍しく、神奈川県の天然記念物に指定されている。薪炭林として人が利用してきた里山のクヌギ・コナラ林とは違い、人が手を入れず自然のままに植生が遷移して行き着く先の極相林。
- クヌギ・コナラ林

園内では、人が手入れをして生活に利用してきた里山の雑木林も保存されており、前述のシラカシ林とともにコゲラやシジュウカラなど野鳥達の格好の住み処になっている。また春には新緑が美しく、夏には涼しい。

### 園内で見られる草花

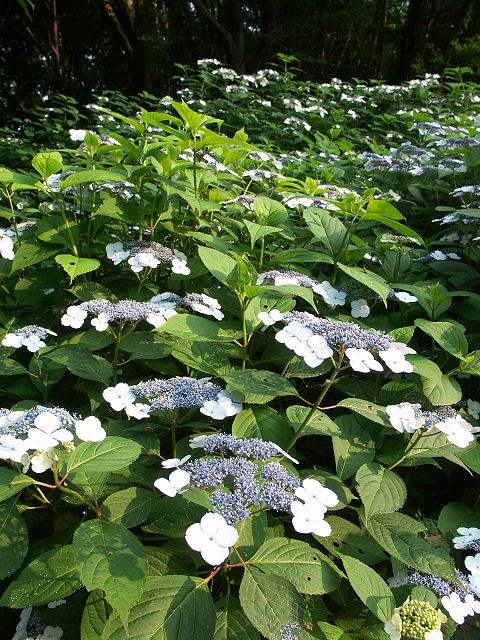
梅雨にはアジサイに彩られる園内（2006年6月14日撮影）

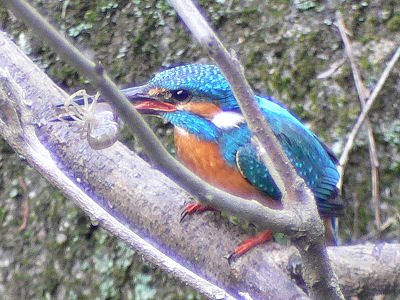
池のザリガニを捕るカワセミ（2006年2月22日撮影）

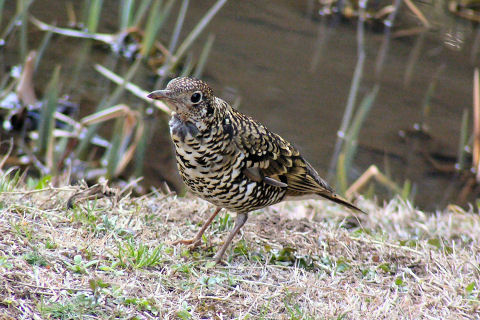
東高根の森で冬を越すトラツグミ（2005年3月8日撮影）

- ユリ園

神奈川県の花「やまゆり」にちなみ、園内の一角に様々なユリが植えられているユリ園がある。
- その他の花木

園内にはさまざまな草木が植えられ、または自生しており、四季折々の風景を見せる。
梅、桜（ソメイヨシノ、ヤマザクラ、オオシマザクラ）、モクレン、コブシ、ヤマブキ、ツツジ、アジサイ、シラネアオイ、キクザキイチゲ、ショウブ、コバギボウシ、リュウキンカ、スイレン、サザンカなど。
また、モミジなどの広葉樹も多数あり、春には一面の新緑が、秋には紅葉が見られる。

### 園内で見られる野鳥
シラカシ林やクヌギ・コナラ林を中心にカラ類やメジロ、コゲラが集まり混群を形成している。湿生植物園にはカルガモが住み、また庭園の池に住むマガモは来園者に親しまれている。
- 留鳥
  - シジュウカラ
  - ヤマガラ
  - エナガ
  - メジロ
  - ウグイス
  - ヒヨドリ
  - カワセミ
  - コゲラ
  - アオゲラ
  - キジバト
  - カケス
  - オナガ
  - ハシブトガラス
  - カルガモ
  - マガモ
  - コサギ
  - ゴイサギ
  - アオサギ

- 冬鳥
  - キセキレイ
  - ミソサザイ
  - ルリビタキ
  - アオジ
  - シロハラ
  - トラツグミ

- 夏鳥
  - オオヨシキリ
  - キビタキ

### 園内で見られる小動物
メダカやコイなどの魚類、アメリカザリガニなどの節足動物、ニホンヒキガエル、ツチガエル、ウシガエルなどの両生類、蝶などの昆虫類をはじめ、四季折々様々な小動物の生態が観察される。

## 主な施設
- 東高根のシラカシ林（神奈川県指定天然記念物、2.9ha）
- 湿生植物園（水田などが含まれる）
- 自然観察広場
- けやき広場
- ユリ園
- 古代芝生広場（神奈川県指定史跡「東高根遺跡」、1.3ha）
- ピクニック広場
- 花木広場
- あきくさ広場
- 古代植物園
- 子供広場
- ビジターセンター

なお、園内には車椅子対応トイレ、スロープ、身体障害者用駐車場が整備されている。

## 周辺
- 川崎市立東高根森林公園　当公園に隣接する川崎市多摩区長尾に立地し、川崎市が管理する公園。ゲートボールコート、サッカーコートとして利用できる東高根広場がある。
- 緑ヶ丘霊園 約700本のソメイヨシノの長大な並木道があり、お花見の名所。
- 旧向ヶ丘遊園
- 生田緑地
- 平瀬川
- 多摩川
- 東名高速道路
- 等覚院　東名高速道路を挟んで反対側の川崎市宮前区神木本町に立地し、院内のツツジが見事なことから「つつじ寺」とも呼ばれる。当公園から徒歩約15分。
- 妙楽寺 川崎のあじさい寺

### 公共交通
溝口駅南口（JR南武線武蔵溝ノ口駅・東急田園都市線溝の口駅）より
東急田園都市線宮前平駅より川崎市営バス（時刻案内）
- 溝15 溝口駅南口 - 森林公園前 - 向丘出張所 - 宮前平駅
- 溝15 溝口駅南口 - 森林公園前 - 向丘出張所 - 宮前区役所前
- 溝16 溝口駅南口 - 森林公園前 - 向丘出張所 - 聖マリアンナ医科大学（南平、犬蔵経由）
- 溝16 溝口駅南口 - 森林公園前 - 向丘出張所 - 鷲ヶ峰営業所（犬蔵、北部市場経由）
- 溝17 溝口駅南口 - 森林公園前 - 向丘出張所 - 柿生駅
- 溝17 溝口駅南口 - 森林公園前 - 向丘出張所 - 菅生車庫
- 溝18 溝口駅南口 - 森林公園前 - 向丘出張所 - 鷲ヶ峰営業所（蔵敷経由）
- 溝18 溝口駅南口 - 森林公園前 - 向丘出張所 - 聖マリアンナ医科大学（稗原経由）
- 溝19 溝口駅南口 - 森林公園前 - 向丘出張所 - おし沼

上記各路線にて森林公園前下車、徒歩約2分。
溝口駅方面へは、日中概ね 3〜10分間隔で運行している（2006年5月現在）。
東急田園都市線梶が谷駅、小田急小田原線向ヶ丘遊園駅より東急バス（時刻案内）
- 向01 梶が谷駅 - 神木本町 - 向ヶ丘遊園駅東口

神木本町下車、徒歩約5分。
日中概ね毎時 3本が運行している（2006年5月現在）。
JR南武線・小田急小田原線登戸駅より川崎市営バス、コミュニティバスあじさい号
- 登05 登戸駅（生田緑地口） - 神木本町 - 向丘出張所 - 菅生車庫
- 登05 登戸駅（生田緑地口） - 神木本町 - 向丘出張所 - 鷲ヶ峰営業所
- 登06 カリタス学園 - 登戸駅裏 - 宿河原駅入口 - 神木本町 - 菅生車庫
- 登06 カリタス学園 - 登戸駅裏 - 宿河原駅入口 - 神木本町 - 鷲ヶ峰営業所

神木本町下車、徒歩約5分。
登05系統は日中20分間隔で運行しているが、登06系統は運行頻度が少なくなっている（2006年5月現在）。
- あじさい号：登戸駅学校まわり便 登戸駅（生田緑地口） - 長尾橋 - 長尾 - 森林公園北口前 - あじさい寺 - 久地駅

森林公園北口前下車、下原橋を渡り徒歩約1分。
JR南武線久地駅よりコミュニティバスあじさい号
- あじさい号：久地駅学校まわり便 久地駅 - 長尾 - 森林公園北口前 - あじさい寺 - 長尾橋 - 登戸駅

森林公園北口前下車、下原橋を渡り徒歩約1分。
JR南武線久地駅より徒歩
- 久地駅から緑ヶ丘霊園経由で、東高根森林公園北口（当公園北側の東名高速道路寄り）まで徒歩約1.5km。
- 久地駅から松寿弁財天の参道階段を登り、緑ヶ丘霊園の合葬型墓所西側から急傾斜の山道階段を降り、未舗装の散策路を進んで東高根森林公園の湿性植物園へ入る高低差の激しいショートカットルートもある。約1km。

### 自動車
- 国道246号　東京方面より梶ヶ谷交差点左折（右折）、神木本町右折。
- 東名高速道路東名川崎インターチェンジ　出口左折後、犬蔵交差点右折。平5丁目右折後、平交差点右折。